# Gran Premi de França del 1967
Resultats del Gran Premi de França de Fórmula 1 de la temporada 1967, disputat al circuit de Le Mans el 2 de juliol del 1967.

## Resultats
| Pos | No | Pilot           | Equip             | Voltes | Temps/ Retirada       | Pos. de sortida | Punts |
| --- | -- | --------------- | ----------------- | ------ | --------------------- | --------------- | ----- |
| 1   | 3  | Jack Brabham    | Brabham - Repco   | 80     | 2h 13' 21. 3          | 2               | 9     |
| 2   | 4  | Denny Hulme     | Brabham - Repco   | 80     | + 49.5 s              | 6               | 6     |
| 3   | 10 | Jackie Stewart  | BRM               | 79     | + 1 Volta             | 10              | 4     |
| 4   | 18 | Jo Siffert      | Cooper - Maserati | 77     | + 3 Voltes            | 11              | 3     |
| 5   | 15 | Chris Irwin     | BRM               | 76     | Motor                 | 9               | 2     |
| 6   | 14 | Pedro Rodríguez | Cooper - Maserati | 76     | + 4 Voltes            | 13              | 1     |
| NC  | 16 | Guy Ligier      | Cooper - Maserati | 68     | No Classificat        | 15              |       |
| Ret | 2  | Chris Amon      | Ferrari           | 47     | Accelerador           | 7               |       |
| Ret | 9  | Dan Gurney      | Eagle - Weslake   | 40     | Pèrdua de combustible | 3               |       |
| Ret | 12 | Jochen Rindt    | Cooper - Maserati | 33     | Motor                 | 8               |       |
| Ret | 8  | Bruce McLaren   | Eagle - Weslake   | 26     | Encesa                | 5               |       |
| Ret | 6  | Jim Clark       | Lotus - Ford      | 23     | Diferencial           | 4               |       |
| Ret | 17 | Bob Anderson    | Brabham - Climax  | 16     | Encesa                | 14              |       |
| Ret | 7  | Graham Hill     | Lotus - Ford      | 13     | Diferencial           | 1               |       |
| Ret | 11 | Mike Spence     | BRM               | 9      | Palier                | 12              |       |

## Altres
- Pole: Graham Hill 1' 36. 2

- Volta ràpida: Graham Hill 1' 36. 2 (a la volta 7)